# Schladen (mittelalterliches Adelsgeschlecht)

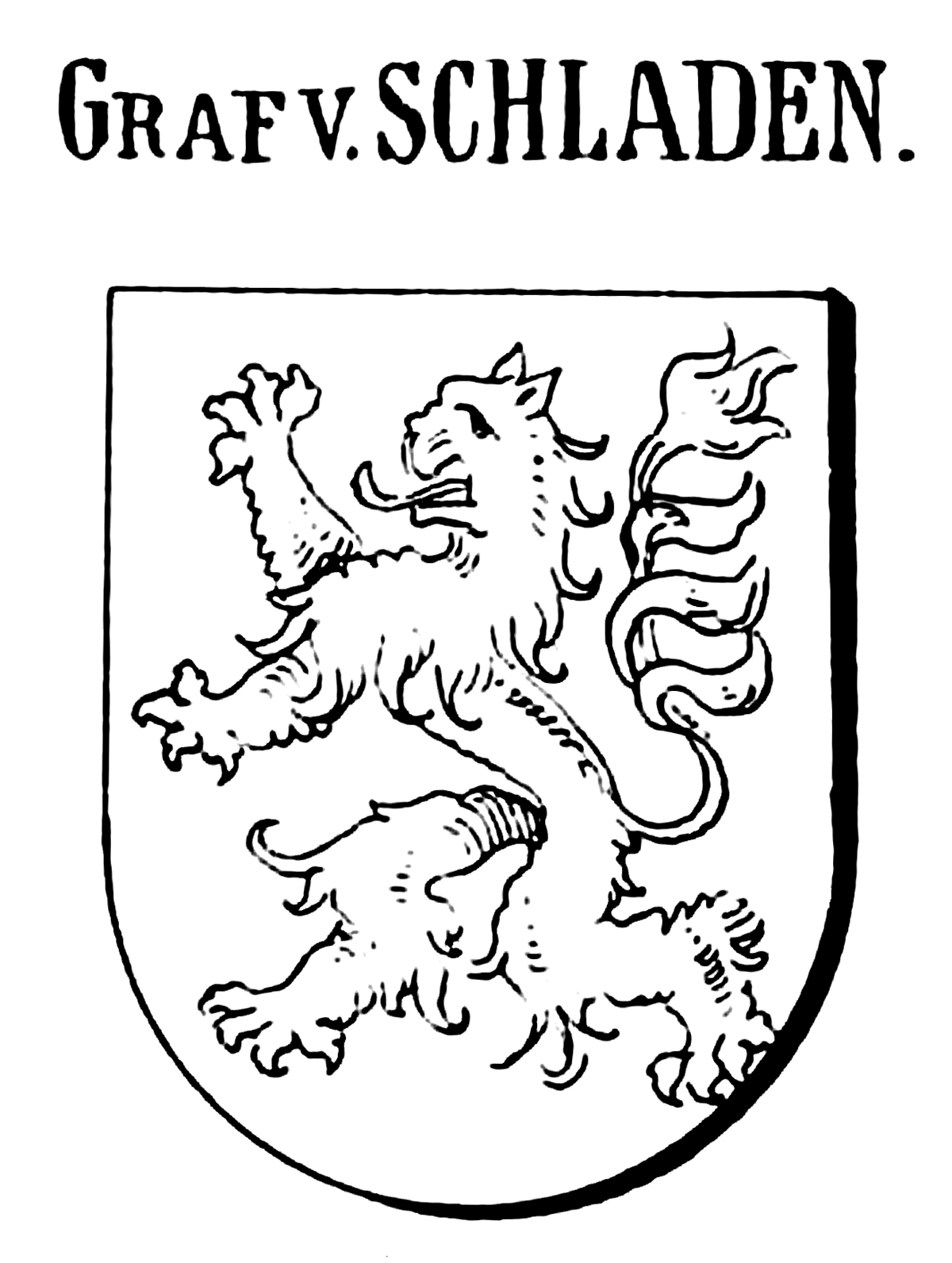
Wappen bei Siebmacher

Die Edlen und Grafen von Schladen, waren ein mittelalterliches Adelsgeschlecht, die auch mit dem Namen Edle von Dorstadt auftraten oder als Agnaten der Edlen von Dorstadt anzusehen sind.

## Geschichte
Das Geschlecht der Edlen und Grafen von Schladen wird in Zedlers Universal-Lexicon in Band 34 beschrieben. Danach erschien es erstmals mit den Herren Ludolff und Eckebrecht von Schladen Vögte von Wolfenbüttel, deren Nachfahre Graf Adelbertus von Schladen 993 erwähnt wird. Ein weiterer Nachfahre war Eickonem von Schladen, Sohn des Grafen Meinhardus von Schladen und der Odam von Peina. Meinhardus und Eickonem (Eicke) nahmen beide 1130 auf dem Reichstag zu Braunschweig teil. Bischof Udo von Hildesheim ließ in Schladen eine Burg errichten und stellte dafür einen Vogt ein. Dies war im Jahre 1110 der ingenuus homo Aeicho de Dorstedi (Eiko von Dorstadt, der womöglich mit Eickonem von Schladen gleichzusetzen ist). 1180 wurde ein Moritz von Schladen als Burgherr von Staßfurt und 1184 Burchard von Schladen als Domherr in Halberstadt erwähnt. Mit Graf Meino († 1345) beziehungsweise Graf Albert († 1353) ist der gräfliche Stamm erloschen. Nachfahren eines anderen Zweigs waren mit hoher Wahrscheinlichkeit die Asseburger, dessen Stammvater Widekind von Wolfenbüttel von den Edlen von Dorstadt abstammte. Eine Stammesverwandtschaft zu den späteren von Schladen besteht nicht.

## Angehörige
- Ludolf I. von Schladen († 1241), Bischof von Halberstadt
- Hermann I. von Schladen († 1291/1292), 1263–1291 Bischof im Bistum Schwerin
- Ludolf II. von Schladen (1270–1289), 1253–1255 als Ludolf II. Bischof von Halberstadt; 1270–1289 Weihbischof im Bistum Schwerin

## Wappen
Das Wappen der Grafen von Schladen zeigt einen Löwen im Schilde.